# Rudolf Charousek
Rudolf Charousek (ung.: Rezső Charousek, * 19. September 1873 in Prag; † 18. April 1900 in Budapest) war ein tschechischer Schachmeister.
Als Gymnasiast wandte sich Charousek dem Schachspiel zu. Dieses zog ihn so sehr in seinen Bann, dass er ein 1893 aufgenommenes Studium der Rechtswissenschaft abbrach, um fortan als Berufsschachspieler zu leben. Er freundete sich mit dem ungarischen Schachmeister Géza Maróczy an, mit dem er viele freie Partien spielte.
Er war so arm, dass er große Teile des Bilguer abschrieb, da er sich das Buch nicht leisten konnte. Er hungerte viel und erkrankte früh an Tuberkulose.
Zunächst beteiligte er sich ab 1893 am ersten Fernturnier, das in Ungarn veranstaltet wurde. Zusammen mit Maróczy teilte er den ersten Platz. Nach ersten lokalen Erfolgen in Budapest folgten Einladungen zu internationalen Turnieren. Für Aufsehen sorgte Charousek mit einem Sieg über den amtierenden Weltmeister Emanuel Lasker beim Schachturnier von Nürnberg 1896, das er auf Rang 12 von 19 Teilnehmern beendete. Im Herbst des gleichen Jahres erreichte er bei dem vom Pester Schachklub veranstalteten Turnier zur Tausendjahrfeier Ungarns den Stichkampf um den ersten Platz, den er gegen Michail Tschigorin verlor. Im Jahr 1897 veranstaltete die Berliner Schachgesellschaft anlässlich des 70-jährigen Bestehens ein Jubiläumsturnier. Dieses gewann Charousek und erhielt einen Preis von 2000 Mark. 1898 belegte er in Köln beim 11. DSB-Kongress hinter Amos Burn zusammen mit Wilhelm Cohn und Michail Tschigorin den 2. bis 4. Platz. Schließlich gewann er noch in Budapest ein Turnier mit vier Schachmeistern vor Maróczy.
Aufgrund dieser Erfolge wurde Charousek als Kandidat für eine Herausforderung Laskers angesehen, zu der es jedoch nicht mehr kam: Charousek starb mit 26 Jahren an Tuberkulose.
Von Mai 1899 bis April 1900 lag er auf Platz 6 der Weltrangliste.
Charousek galt als ein Meister des Königsläufergambits, das er auch bei dem erwähnten Erfolg gegen Lasker anwandte.
Der Schriftsteller Gustav Meyrink hat Charousek nach dessen Tod in dem Roman Der Golem ein literarisches Denkmal gesetzt: Eine der drei Hauptfiguren des Romans ist der Medizinstudent und Schachspieler Innozenz Charousek.